# Кесайр
Кесайр, также Кессайр (др.‑ирл. Cesair, Cessair) [k'esər'] — в ирландской мифологии женщина, предводитель первой волны поселенцев в Ирландии, дочь Бита, сына Ноя. Прибыла на остров за сорок дней до потопа. За шесть дней до потопа она умерла в месте, которое якобы в её честь называлось Куль Кесрах (Cuil Cesrach) в Коннахте. Все её остальные спутники погибли во время потопа. 
По мнению ирландского учёного Дж. Кэри, легенда о Кесайр и её 50 спутницах может отражать древний кельтский миф о Стране женщин.